# Chepén
Chepén est une ville et un district péruvien de la région de La Libertad, situé sur la route panaméricaine, c'est le chef-lieu de la province de Chepén. Il a été érigé en district le 18 avril 1935.

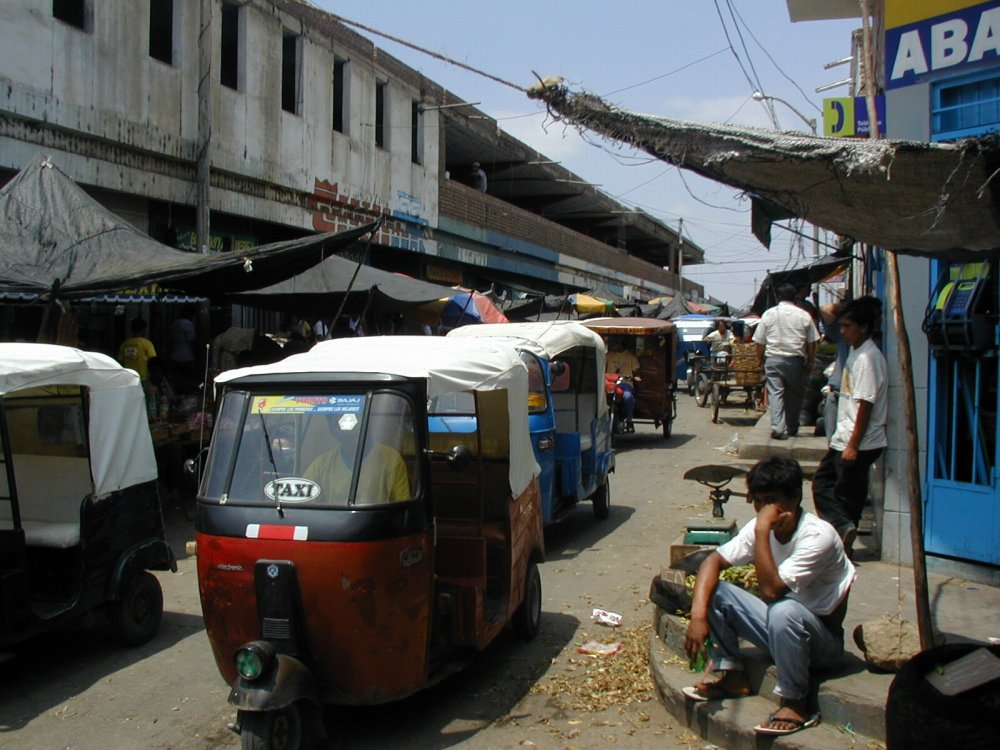
Une rue du centre-ville de Chepén près du marché couvert.
(cliquer sur l'image pour agrandir)

## Données géographiques
Le district de Chepén a une superficie de 287,34 km². L'altitude moyenne est de 131 mètres.
Il est limité 
- au nord par le district de Pacanga (Rio Seco de San Gregorio ou Chamán),
- à l'est par le district de San Gregorio,
- au sud par le district de Yonán,
- au sud et à l'ouest par le district de Guadalupe.

## Population
En 2002, la population du district était estimée par l'INEI à 44.328 habitants.

## La ville
La ville est bien desservie par de nombreuses lignes de bus interprovinciales, par le nord depuis Chiclayo, la grande ville la plus proche, par l'est depuis Cajamarca et par le sud depuis Trujillo ou Lima. Le climat est sec et plutôt chaud en été (décembre à mars), même du point de vue des gens de la région.

## Le Cerro Chepén
Chepén se trouve au pied d'une colline aride (El Cerro), où seuls poussent quelques cactus, couronnée par des ruines et des restes de murailles précolombiennes. Actuellement, le site ne fait pas l'objet d'une exploitation suivie sur le plan touristique ou archéologique. Des fouilles ont été entreprises à partir de 2002 sous la direction de l'archéologue péruvien Marco Rosas. Il est accessible à pied. Il est recommandé de s'y rendre en groupe et bien accompagné. Du sommet, on jouit d'une vue panoramique sur la ville, la plaine cultivée, la route panaméricaine, la chaîne côtière et les collines voisines.

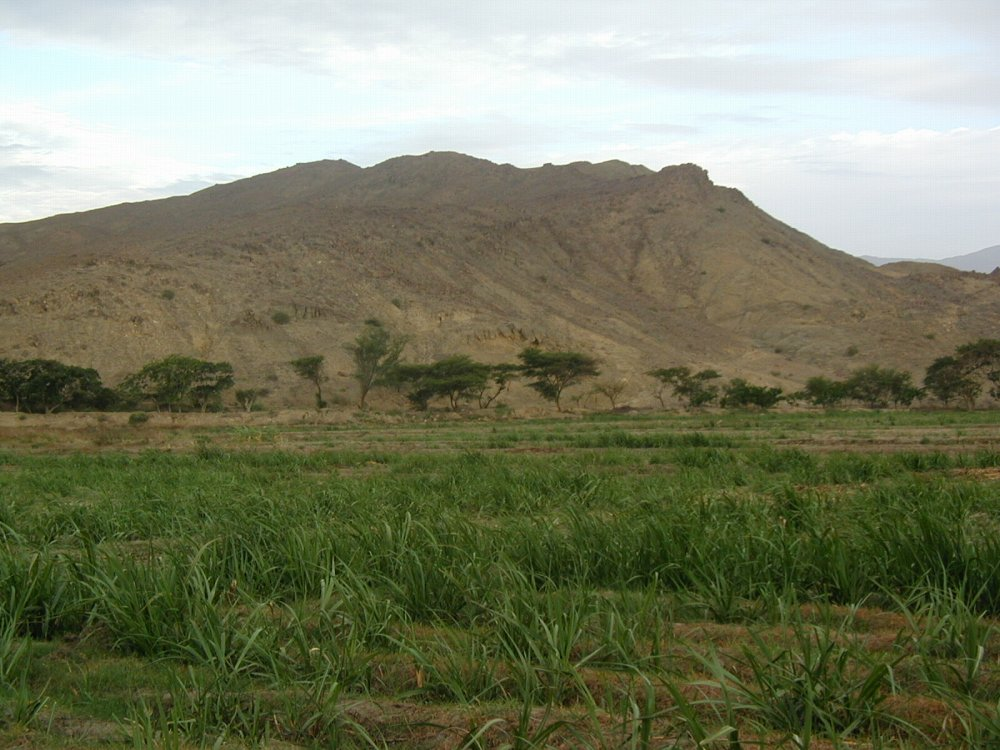
Environs de Chepén.
(cliquer sur l'image pour agrandir)

En contrebas, des rizières et des champs de canne à sucre enserrent la ville grâce à l'irrigation sans laquelle il n'y aurait qu'une pampa désertique.

## Talambo
La localité ((es) centro poblado) de Talambo fait partie du district de Chepén. Sa juridiction occupe un territoire de 10.954,74 ha dont la population était estimée en 2002 à 1 189 habitants. Il s'agit d'une ancienne hacienda transformée en coopérative agricole  sous le gouvernement militaire de Juan Velasco Alvarado.
C'est dans cette hacienda que le 4 août 1863 des colons basques espagnols furent impliqués dans une dispute ayant entraîné un mort et des blessés graves. Cet incident a servi de prétexte à la guerre hispano-sud-américaine qui opposa le Pérou à l'Espagne. Un petit musée archéologique a été créé en 1997 dans les sous-sols de la Casona Talambo, l'ancienne résidence des propriétaires de l'hacienda.

## Personnalités
- Isaac Goldemberg (1945-), écrivain
- Lorry Salcedo Mitrani (1957-), photographe et historien

## Sources
- (es) Cet article est partiellement ou en totalité issu de l’article de Wikipédia en espagnol intitulé « Chepén » (voir la liste des auteurs).